# Андре Сітроен
Андре́ Сітрое́н  (фр. André Citroën; 5 лютого 1878, Париж — 3 червня 1935, Париж) — бізнесмен, засновник фірми «Сітроен» (Франція), продукція якої в опитуванні (163 країни) «Автомобіль ХХ століття» посіла третє місце.

## Біографія
Навчався в престижній Політехнічній школі в Парижі (X1898).
Спадкоємець нідерландського ювеліра Леві Сітруна після одержання диплома інженера служив у французькій армії. Першим виробництвом, яке зробило молодого підприємця відомим у діловому світі Європи, стало конструювання й виготовлення надміцних шестерень для шевронних циліндричних механічних передач. Згодом подвійний шеврон стане емблемою автоконцерну «Сітроен». Потім був випуск гарматних снарядів не тільки для Франції, але й Росії.
1919 року фірма «Сітроен» випустила свій перший автомобіль, який блискавично завоював ринок, завдяки насамперед своїй низькій, порівняно з іншими, ціні. Власниками його стали десятки тисяч представників так званого «середнього класу». Масовий випуск, сервісна мережа техобслуговування й соціальна підтримка трудящих, висока організація виробництва (модернізована видача зарплати, сучасні їдальні, безкоштовна стоматологічна допомога тощо) — все це забезпечило успіх А. Сітроена. 1929 року підприємства Сітроена випускали близько 100 тисяч автомашин на рік — перше місце у Європі. Щоб привернути увагу покупців, А. Сітроен розробив систему реклами, що відповідала вимогам часу: випуск дитячих іграшкових автомобілів, дорожні знаки мали у своєму оформленні символіку Сітроена (подвійний шеврон), організовувалися міжнародні автоперегони й автопробіги дорогами Франції. Вінцем зусиль підприємця стало електричне освітлення символу Парижа Ейфелевої вежі, з використанням прізвища — Сітроен.
1933 року французька автомобільна імперія була повністю реконструйована, в результаті чого її виробнича потужність досягла рівня — 1 000 автомашин в день (стільки у той час споживав продукції весь французький автомобільний ринок).
На жаль, європейська економічна криза 30-х років 20 століття зупинила успішний бізнес знаменитого підприємця. Не останню роль у цьому відіграла пристрасть Андре до азартних ігор. Виробник шин Michelin купив підприємство «Сітроен» і володів ним з 1934 до 1976 року.
Андре Сітроен помер у Парижі від раку шлунка в 1935 році. Похований на Монпарнасі, причому в похороні брав участь головний рабин Парижа, оскільки Андре був євреєм.
Був членом паризької масонської ложі «Позитивна філософія».
Парижани й нині люблять відпочивати в парку Андре Сітроена. Французький уряд високо оцінив внесок А. Сітроена в індустріальний розвиток країни, вручивши йому орден Почесного Легіону.